# На другој страни — на рубу сете
„На другој страни — на рубу сете” је југословенски документарни ТВ филм из 1992. године.

## Улоге
| Глумац            | Улога             |
| ----------------- | ----------------- |
| Стојан Ћелић      | (архивски снимци) |
| Бошко Карановић   | Лично             |
| Љубица Марић      | Лично, композитор |
| Љубица Чуча Сокић | Лично, сликарка   |
| Адела Сујак       |                   |